# 黑眼帶鸚竺鯛
黑眼帶鸚竺鯛（學名：Ostorhinchus oxina），又稱黑眼帶鸚天竺鯛，為輻鰭魚綱鈎頭魚目天竺鯛科鸚竺鯛屬下的一個種，分布於印度洋馬爾地夫、印度與斯里蘭卡海域，深度10至22公尺，本魚體呈橢圓形，體稍側扁，頭大、眼大、口大且斜裂，頜齒細小，前鰓蓋骨邊緣有鋸齒，鰓蓋骨後緣棘不發達，體被弱櫛鱗，體色灰白色，頭部帶有4條深棕色的細縱紋，眼睛上方的條文延伸至第二背鰭，第三條條文延伸至尾鰭基部，腹部具有數條深色橫紋，並與縱紋交錯，背鰭2個，尾鰭凹入，背鰭硬棘8枚、背鰭軟條9枚、臀鰭硬棘2枚、臀鰭軟條8枚，體長可達7.1公分，棲息在岩礁碎石區，夜間成群活動，屬肉食性，繁殖期時，雄魚具有口孵習性，卵約7日化成仔魚，由雄魚吐出，具短暫的仔魚飄浮期，生活習性不明。